# Dominik Duka
Jaroslav ('Dominik') Duka O.P. (Hradec Králové, 26 april 1943) is een Tsjechisch geestelijke en een kardinaal van de Rooms-Katholieke Kerk.
Jaroslav Duka trad in 1968 in bij de Dominicanen, waarop hij de voornaam Dominik aannam. Hij werd op 22 juni 1970 tot priester gewijd. Op 7 januari 1972 deed hij zijn eeuwige geloften. Duka kon slechts 5 jaar in de pastoraat werken, want in 1975 werd hij onder het Communistische regime gedwongen zijn ambt neer te leggen. Zodoende kwam het dat hij tot 1989 werkzaam was in de metaalfabrieken van Pilsen.
Ondergronds bleef Duka actief als priester en studeerde hij theologie. Doordat de autoriteiten hierachter kwamen, zat Duka in 1981-1982 enige tijd gevangen. Na de val van het communisme in Oost-Europa was het openlijk belijden van religie weer mogelijk en kon Duka ook weer zijn priesterlijke taken hervatten. Zo was hij in de jaren 90 hoogleraar aan de Palacký-Universiteit Olomouc en provinciaal overste van de Dominicanen.
Op 6 juni 1998 werd Duka benoemd tot bisschop van Hradec Králové. Zijn bisschopswijding vond plaats op 26 september 1998. Van 2004 tot 2008 was hij ook administrator van Litoměřice. Op 13 februari 2010 werd Duka benoemd tot aartsbisschop van Praag; daardoor werd hij tevens metropoliet van Tsjechië. Hij was de opvolger van Miloslav Vlk die met emeritaat was gegaan.
Van 2010 tot 2020 was Duka voorzitter van de Tsjechische bisschoppenconferentie.
Tijdens het consistorie van 18 februari 2012 werd Duka kardinaal gecreëerd, met de rang van kardinaal-priester. De Santi Marcellino e Pietro werd zijn titelkerk. Hij nam deel aan het conclaaf van 2013, waarin paus Franciscus werd gekozen.
Duka ging op 13 mei 2022 met emeritaat. Op 26 april 2023 verloor hij - in verband met het bereiken van de 80-jarige leeftijd - het recht om deel te nemen aan een toekomstig conclaaf.
- Gemeinsame Normdatei: 135984033
- International Standard Name Identifier: 0000 0000 8005 0059
- Library of Congress Control Number: no2010093437
- Nationale Bibliotheek van Tsjechië: jn20001103289
- Nationale Bibliotheek van Polen: a0000002634890
- Système universitaire de documentation: 248688103
- Virtual International Authority File: 80406185
- WorldCat: E39PBJpJc3pMCpYw3yXcBpV9jC